# Bolesławiec (Bassa Slesia)
Bolesławiec (in slesiano Bolesławjec, in tedesco Bunzlau, in ceco Boleslav) è una città della Polonia sudoccidentale avente 40 384 abitanti (2008). Situata dal 1999 nel voivodato della Bassa Slesia, faceva prima parte del voivodato di Jelenia Góra, esistito dal 1975 al 1998. È il capoluogo del distretto di Bolesławiec.

## Geografia fisica
Bolesławiec si trova a est, a circa 100 km di distanza, da Breslavia, capitale del Voivodato della Bassa Slesia.

## Amministrazione

### Gemellaggi
Bolesławiec è gemellata con le seguenti città:
- Vallecorsa[1]
- Acuto